# Луцій Тарквіцій Флакк
Лу́цій Таркві́цій Флакк (лат. Lucius Tarquitius Flaccus; V століття до н. е.) — політичний і військовий діяч часів Римської республіки, начальник кінноти 458 року до н. е. 

## Біографія
Походив з патриціанського роду Тарквіціїв. Хоча належав до патриціїв, але був бідним, проте мав репутацію відважного воїна.
458 року до н. е. призначений диктатором Луцій Квінкцій Цинціннат обрав своїм заступником — начальником кінноти Луція Тарквіція. Через 6 днів римські війська на чолі з ними вщент розбили еквів у битві в Алгідських горах. Вождь еквів Гракх Клелій і його вояки пройшли під ярмом, після чого було укладено мирну угоду.
З того часу про подальшу долю Луція Тарквіція Флакка згадок немає.